# New Bern
New Bern és una població dels Estats Units i seu del comtat de Craven a l'estat de Carolina del Nord. Segons el cens del 2008 tenia 28.586 habitants.

## Demografia
Segons el cens del 2000, New Bern tenia 23.128 habitants, 10.006 habitatges i 6.183 famílies. La densitat de població era de 345,7 habitants per km².
Dels 10.006 habitatges en un 27,3% hi vivien nens de menys de 18 anys, en un 40,5% hi vivien parelles casades, en un 18,2% dones solteres, i en un 38,2% no eren unitats familiars. En el 33,4% dels habitatges hi vivien persones soles el 13,2% de les quals corresponia a persones de 65 anys o més que vivien soles. El nombre mitjà de persones vivint en cada habitatge era de 2,26 i el nombre mitjà de persones que vivien en cada família era de 2,85.
Per edats la població es repartia de la següent manera: un 23,9% tenia menys de 18 anys, un 8,3% entre 18 i 24, un 27% entre 25 i 44, un 22,8% de 45 a 60 i un 17,9% 65 anys o més.
L'edat mediana era de 39 anys. Per cada 100 dones de 18 o més anys hi havia 79,6 homes.
La renda mediana per habitatge era de 29.139 $ i la renda mediana per família de 38.990 $. Els homes tenien una renda mediana de 28.720 $ mentre que les dones 21.687 $. La renda per capita de la població era de 18.499 $. Entorn del 14,7% de les famílies i el 19,4% de la població estaven per davall del llindar de pobresa.

## Poblacions més properes
El següent diagrama mostra les poblacions més properes.